# تيران (بربرود الغربي)
تیران (بالفارسية: تیران) هي قرية تقع في إيران في قسم بربرود الغربي الریفي. يقدر عدد سكانها بـ 241 نسمة بحسب إحصاء 2016.